# 초도항 (여수시)
초도항(草島港, Chodo Fishing Port)은 전라남도 여수시 삼산면 초도리, 초도 섬에 있는 어항이다. 1999년 1월 1일 국가어항으로 지정되었으며, 관리청은 해양수산부 서해어업관리단, 시설관리자는 여수시장이다. 초도항은 거문도항에서 북쪽으로 약 10해리, 시산항에서 약 10해리 떨어져 있다. 1993년 기본시설에 대한 계획을 수립하고 1994년 시설 개발에 착수했다.

## 어항구역
본 항의 어항구역은 다음과 같다.
- 수역[2]
  - 상산봉 정상으로부터 정북으로 650m 지점을 중심으로 반경 1,000m 선을 따라 형성된 공유수면
- 육역[3]
  - 전라남도 여수시 삼산면 초도리 산 125-3 외 10필지(상세내역은 생략)